# Трубачовське сільське поселення (Газімуро-Заводський район)
Трубачо́вське сільське поселення (рос. Трубачёвское сельское поселение) — сільське поселення у складі Газімуро-Заводського району Забайкальського краю Росії.
Адміністративний центр — село Трубачово.

## Населення
Населення сільського поселення становить 606 осіб (2019; 707 у 2010, 798 у 2002).

## Склад
До складу сільського поселення входять:
| Населений пункт            | Населення, осіб (2002) | Населення, осіб (2010) |
| -------------------------- | ---------------------- | ---------------------- |
| Газімурські Кавикучі, село | 133                    | 124                    |
| Догьйо, село               | 92                     | 73                     |
| Трубачово, село            | 573                    | 510                    |